# Włodzimierz Natorf

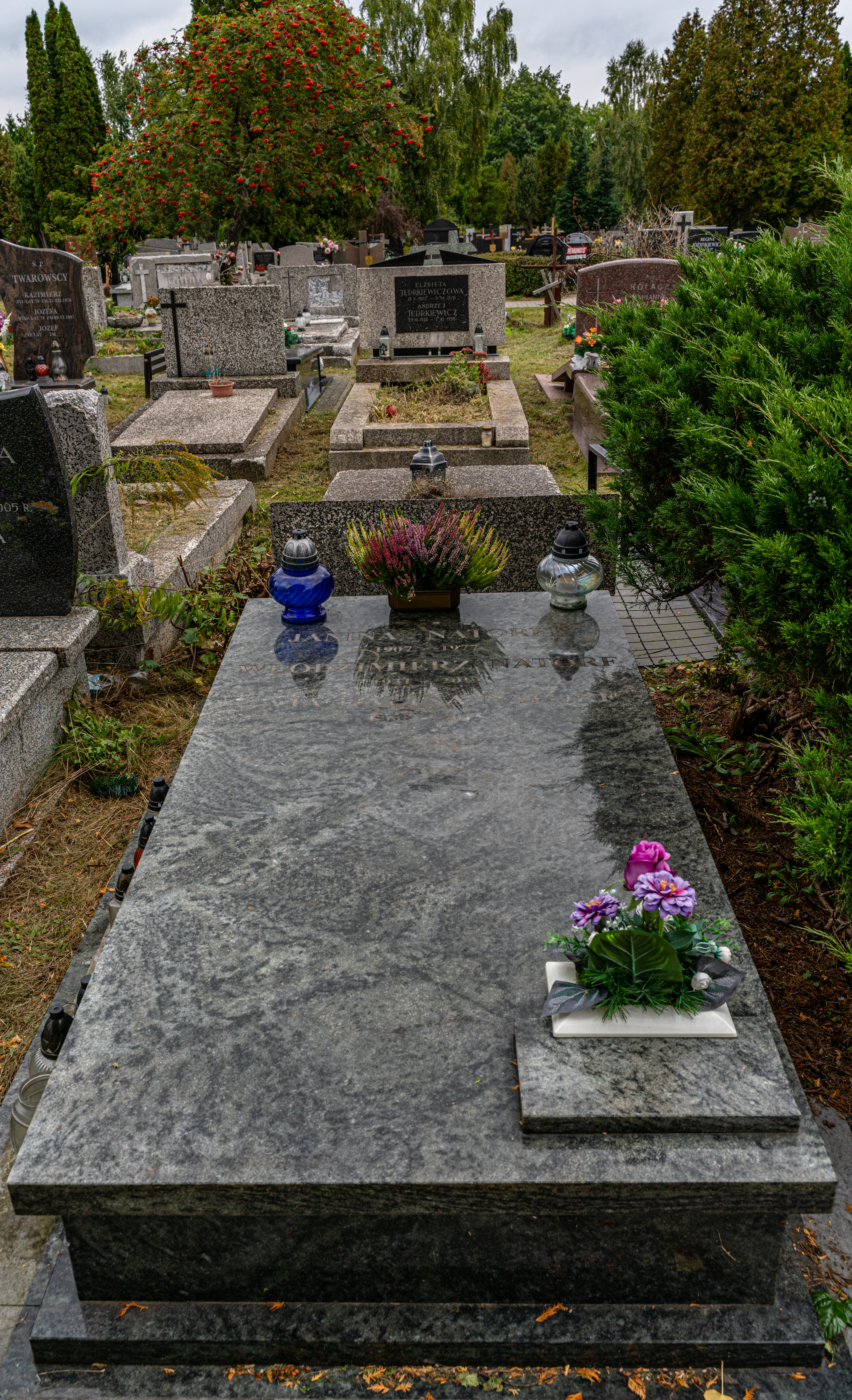
Grób Włodzimierza Natorfa na cmentarzu Komunalnym Północnym w Warszawie

Włodzimierz Natorf (ur. 12 października 1931 w Łodzi, zm. 19 lipca 2012 w Warszawie) – polski dyplomata, ambasador PRL w ZSRS (1986–1990) i przy biurach ONZ w Genewie (1969–1973) i Nowym Jorku (1982–1984).

## Życiorys
Członek Związku Młodzieży Polskiej (1949–1950). Od 1949 członek Polskiej Zjednoczonej Partii Robotniczej.
W 1955 ukończył studia na Wydziale Ekonomicznym Uniwersytetu Leningradzkiego, podejmując pracę w Ministerstwie Spraw Zagranicznych PRL. Był przedstawicielem rządu PRL w organach ONZ (m.in. Komisji Ekonomicznej XVIII i XIX sesji Zgromadzenia Ogólnego). W latach 1966–1969 sprawował funkcję wicedyrektora departamentu w MSZ, a od 1969 do 1973 był stałym przedstawicielem przy Europejskim Biurze ONZ w Genewie. W latach 1973–1981 pełnił obowiązki wicedyrektora i dyrektora departamentu MSZ, następnie kierował Wydziałem Zagranicznym KC PZPR (1981–1982; 1985). W latach 1982–1984 reprezentował kraj jako stały przedstawiciel przy Biurze ONZ w Nowym Jorku. W 1986 został członkiem KC PZPR, obejmując jednocześnie funkcję ambasadora w Związku Sowieckim (1986–1990). Po 1990 był członkiem Sojuszu Lewicy Demokratycznej.
Od 2002 do śmierci był prezesem spółki Business Archiv.
Pochowany na Cmentarzu Komunalnym Północnym w Warszawie.

## Odznaczenia
- Krzyż Oficerski Orderu Odrodzenia Polski
- Krzyż Kawalerski Orderu Odrodzenia Polski
- Złoty Krzyż Zasługi
- Order Przyjaźni Narodów (ZSRR, 1989)[4]